# ليزلي براون (ممثلة)
ليزلي براون (بالإنجليزية: Leslie Browne)‏ هي راقصة باليه وممثلة أمريكية، ولدت في 29 يونيو 1957 بفينيكس في الولايات المتحدة. بدأت مشوارها المهني سنة 1970.

## أعمال

### أفلام
- (1977) نقطة التحول

## ترشيحات
- جائزة الأوسكار لأفضل ممثلة مساعدة، عن عمل: نقطة التحول (1977)

## وصلات خارجية
- ليزلي براون على موقع IMDb (الإنجليزية)
- ليزلي براون على موقع قاعدة بيانات برودواي على الإنترنت (الإنجليزية)
- ليزلي براون على موقع قاعدة بيانات الأفلام السويدية (السويدية)
- ليزلي براون على موقع قاعدة بيانات الفيلم (الإنجليزية)